# イオフチョ・ペトロフ
イオフチョ・ペトロフ（ ブルガリア語: Йовчо Петров, ラテン文字転写例：Yovtcho Petrov, 1962年 - 2006年）は、 1962年生まれのブルガリア出身の指揮者。 

## 経歴
1991年にソフィア音楽院を優秀な成績で卒業した。音楽院在学中の1989年からスリヴェン歌劇場の指揮者であった。またウィーンでカール・エステルライヒャー、ペテルブルクでイリヤ・ムーシンの各氏に指揮法を学んでいる。
1991年から1997年までストラスブール大学管弦楽団やストラスブール青少年管弦楽団の音楽監督を務めた。